# 鏡の前の女
『鏡の前の女』（伊: Donna allo specchio, 仏: La Femme au miroir, 英: Woman with a Mirror）は、イタリア、ルネサンス期のヴェネツィア派の巨匠ティツィアーノ・ヴェチェッリオが1515年頃に制作した絵画である。油彩。
パリのルーブル美術館に所蔵されているこの絵画は、ティツィアーノ自身あるいは工房によるいくつかの複製の主題であり、そのうちの1点はチェコ共和国のプラハ城の王宮美術館に、もう1点がバルセロナにあるカタルーニャ国立美術館に所蔵されている。
20世紀の初めまで、研究者たちは作品の発注者はマントヴァのフェデリーコ2世・ゴンザーガであり、ゴンザーガ家の絵画コレクションに作品が含まれていたことを説明していると信じていた。現在ではこの仮説は却下されており、パトロンが誰であったか不明である。
この中型の絵画は化粧している若い女性の胸像である。女性は髪型の仕上がりを見ることができるように、男性に2つの鏡を持ってもらっている。ティツィアーノは特に、フランドル起源の凸面鏡をモチーフとして使用しているが、数年前にジョルジョーネによってすでに使用されている。彼は本作品において色彩表現において高度な専門性だけでなく、調和的でダイナミックな構図の芸術の習得をも示している。これらの理由から『鏡の前の女』は若いティツィアーノの傑作であると考えられている。
『鏡の前の女』の制作意図は不明である。肖像画、風俗画、あるいは寓意画とも受け取れるため、研究者の間で論争となっている。かつては肖像画と考えられモデルとしていくつかの有力な説があったが、もはやこれらの説は支持されていない。さらに一部の研究者は絵画が官能的な化粧シーンのすべての特徴を持っていると信じている。しかし、研究者の大半はむしろ『鏡の前の女』がヴァニタス（空虚）、つまり時の流れの前では人間は無力であることを暴露する寓意的な作品であろうと考えている。 

## 作品

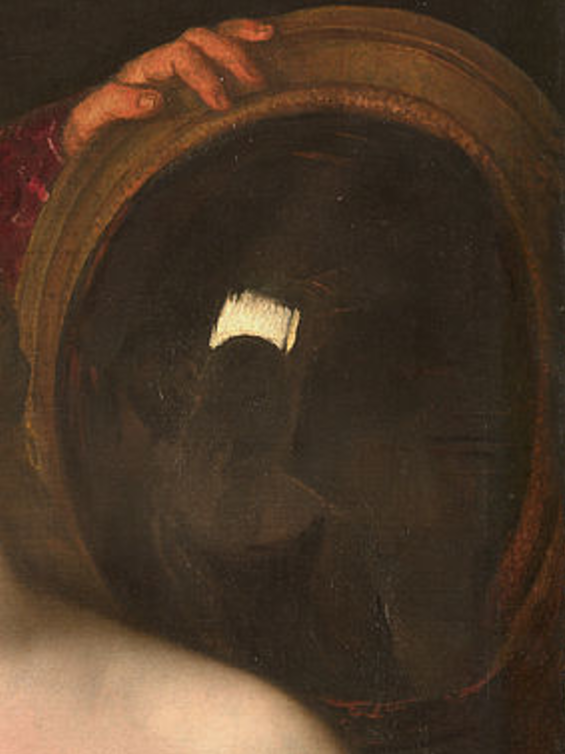
鏡に映った室内。窓が白く光っている。

ティツィアーノは女性の化粧の場面を描いている。絵画には若い女性と男性の2人の人物が登場するが、画面の大部分を占めるのは若い女性である。彼女の腰は画面の右方向を向いているが、上半身は左側に回転しており、肩は鑑賞者の側に向き、さらに顔は4分の3正面像となって左側を向いている。彼女の瞳はこの回転を完了し、男性が手に持った小型の鏡を見つめている。彼女は右手に髪の毛を束ねて持っている。美術史家エルヴィン・パノフスキーは、若い女性は髪を「整え」ているのであって「髪をとかしているのではない」と主張している。彼女はもう一方の手で自分の前に置かれた小瓶を持っている。小瓶には香水が入っている可能性もあるが、おそらくは当時ヴェネツィアで髪を脱色するために一般的に使用されていた「アクア・ディ・ジオヴェンディ」（Acqua di Giovendi）と呼ばれるローションと考えられている。若い女性の背後にはひげを生やした男性が立って、彼女をじっと見つめている。彼は彼女に長方形の鏡を見せる一方で、楕円形の大きな別の凸面鏡を持ち上げている。その非常に暗い表面は若い女性の背中と男性の輪郭を映している。それはまた同時にいくつかのインテリアも提示している。窓は最も目に見える要素であり、長方形の白色の光源で表示されているが、明確に区切られていない。したがって、この窓は場面全体の光源を構成しており、その下にある若い女性の後頭部を際立てている。周りには窓枠とその上にある天井の梁といった、いくつかの建築要素が認められる。また寝室には家具として部屋の奥にベッドのように見える大きな長方形の家具が置かれている。最後に逆説的ではあるが、鏡では若い女性が左手を置いている家具を見ることができない。

### 構図

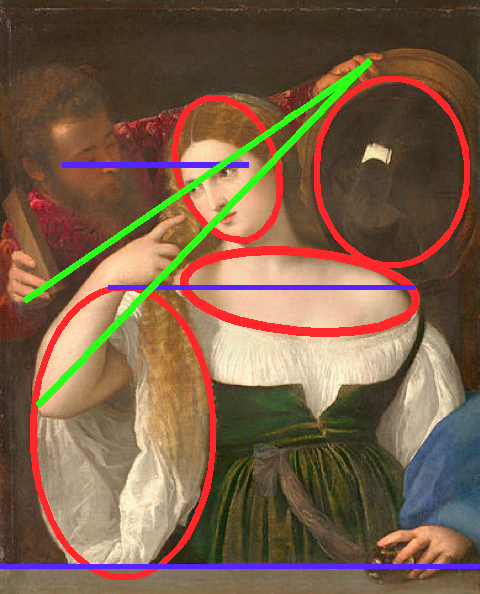
作品の構図。

絵画の構図は古典的であると説明されている。構図要素の使用により、絵画は閉じた円形に見えるが、ティツィアーノの時代に使用されていた人文主義者レオン・バッティスタ・アルベルティの『絵画論』におけるイタリアの窓のビジョンの一部になっている。構図は2人の人物像と楕円形の鏡というタブローの3つの主要な要素を中心に構成され、タブローのスペース全体を埋めている。フレームはそれらにしっかりと固定されており、その画面端に見られる小さな鏡を除いて、他には何も存在しない。形態の観点から、ティツィアーノの構図で支配的なのは、鏡や女性の顔および右袖の楕円形、彼女の肩とシャツの襟の湾曲といった曲線である。実際に、この重複性の効果により、これらの形態が互いに対応しているという印象が与えられる。構図の構成線は主に手と目で構成され、画面下部の欄干、若い女性の肩の線、そして登場人物の眼を結ぶことで形成された3本の水平線が目立っている。さらに、若い女性の腕に続いて、男性と女性の手によって強調された、女性の視線で構成された鏡の上部を横切る斜線はこの構造にエネルギーを与えている。最後に螺旋状の動きで作品の構造化が完了している。それは女性の身体の回転（腰を画面右に、胸を正面に向け、頭を画面左に向ける）によって作られ、男性の視線よりもさらに左の視線によって継続される。回転は女性の首の後ろを映す楕円形の鏡の反射によって最終的に完了している。

## 制作年代
絵画に日付はなく、制作年の仮説を支持する文章は残されていない。さらにティツィアーノの仕事の遅さが制作年の推定をより困難にさせている。ティツィアーノは完成までの間に何度もレタッチを行い、時には数年間放置することさえあった。さらに、画家の若い時代の絵画の多くが失われたために比較ができず、正確な年代測定が困難になっている。1950年代まで一部の美術史家は『鏡の前の女』が「1523年以降」に描かれたと考えていたが、今日ではほとんどの研究者は「1515年頃」と信じている。それらの何人かはこの推定を「1514年から1515年の間」に拡大し、パノフスキーやその後の19世紀の英文学の専門家ローレンス・ルシヨン＝コンスタンティ（Laurence Roussillon-Constanty）、歴史家のサビーヌ・メルシオール＝ボネ（Sabine Melchior-Bonnet）などのようにはるかに広い範囲を提案することさえあり、いずれも「1512年から1515年の間」としている。現代の研究者は他のより確実に日付がつけられた絵画と、展開された様式、作品の出来栄えや、あるいは取り上げられたテーマを比較することによって、特に絵画が画家の成熟の初期の特徴を持っているという主張に基づいて推定している。

## 解釈

### 肖像画としての解釈
今日までに、女性像に関する研究からいくつかの要素が浮かび上がっている。まず第一に非常にリアルで表現力豊かな人物は、それが実際のモデルから作られたという結論を導いた。そしてこのパターンはティツィアーノが同時期の『フローラ』（Flora）や『虚栄』（Vanità）などの作品で用いたものと同じであり、ほぼ同じ髪型とポーズで強調されている。彼女の社会的地位ははっきりしないままだが、モデナ＝レッジョ公爵アルフォンソ1世・デステの3番目の妻あるいは愛人のラウラ・ディアンティ、またはフェデリコ2世・ゴンザーガの愛人イザベラ・ボスケッティとする仮説が示すように、若い女性は社会的に位置づけることができる可能性がある。そうでなければ、彼女は高級娼婦であったと思われる。

同じモデルを使って描かれた一連の絵画
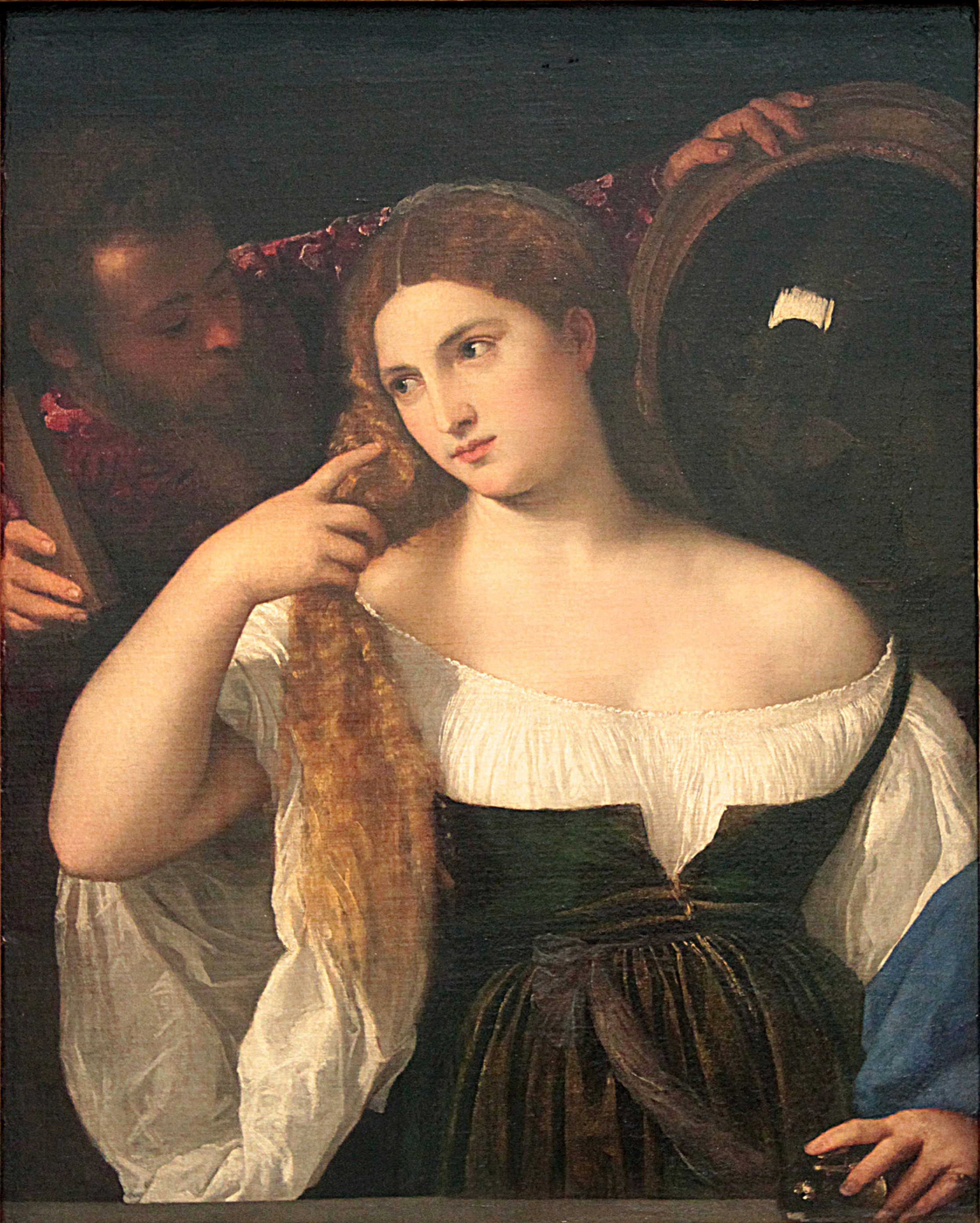
『鏡の前の女』 1514年-1515年頃 ルーヴル美術館所蔵
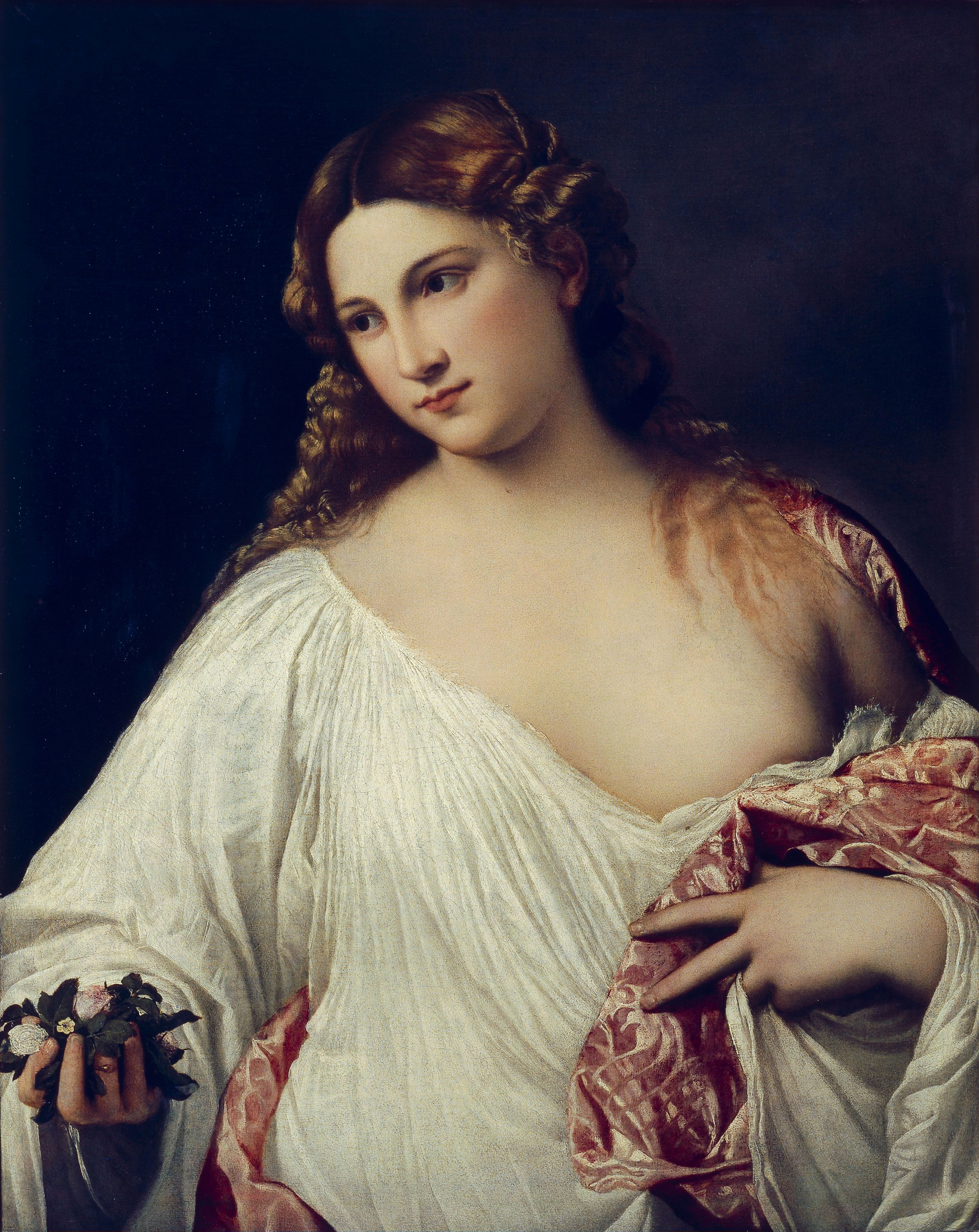
『フローラ』1515年頃 ウフィツィ美術館所蔵
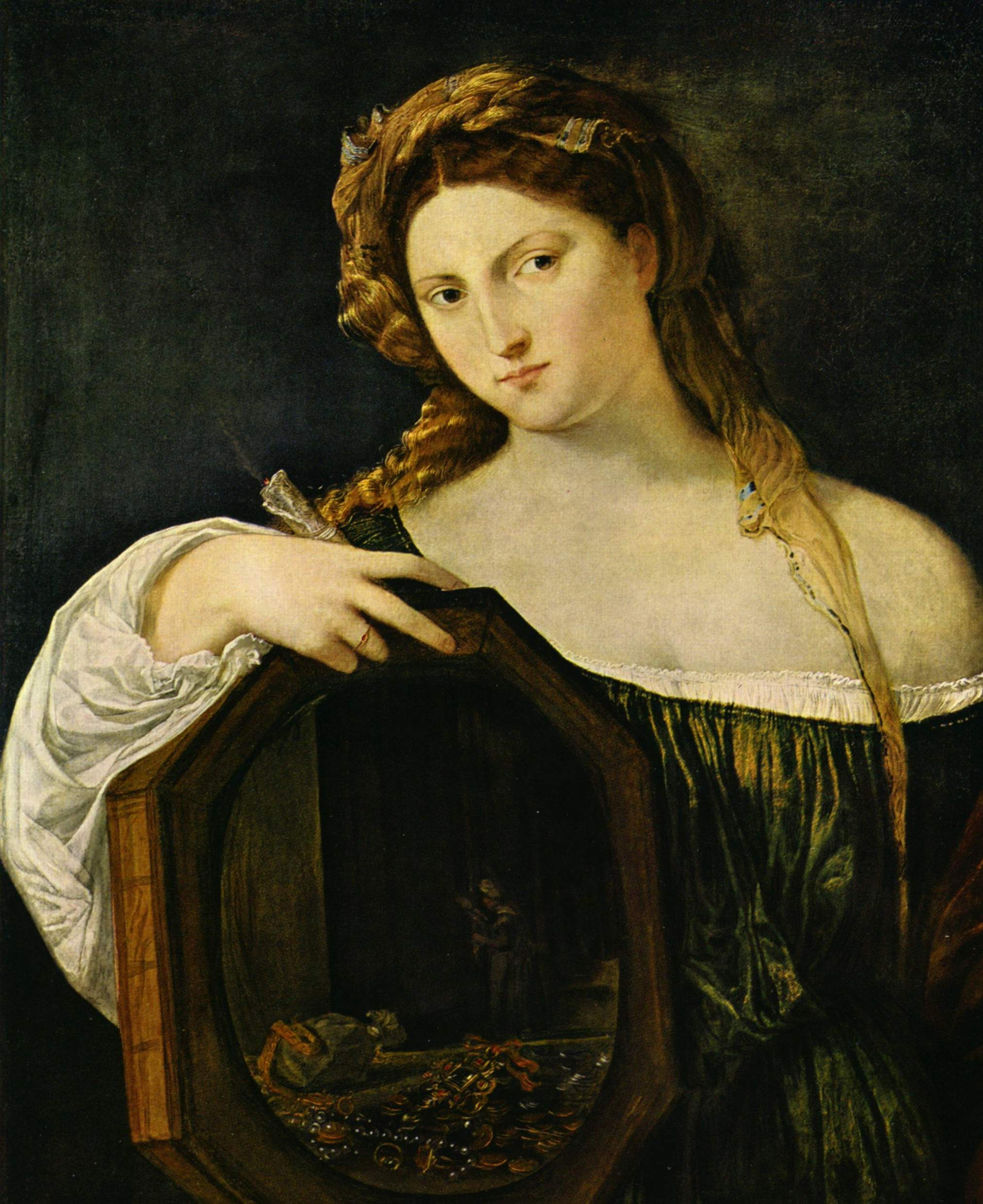
『虚栄』1515年-1516年頃 アルテ・ピナコテーク所蔵

絵画に描かれている人物に関する伝統的な説では、本作品は愛人の1人を伴うティツィアーノの自画像とされていた。そこでフランソワ＝ベルナール・レピシエは1752年のカタログの中で、この作品に『ティツィアーノの肖像と彼の愛人の肖像』という名前を付けた。この説は19世紀初頭でも続いており、英国の画家ウィリアム・ターナーも1802年にルーヴル美術館を訪れて『鏡の前の女』を模写した際に、「ティツィアーノと彼の愛人」と記している。この仮説はティツィアーノがすでに自分の作品に自画像を組み込んでいるという事実に基づいている。すなわち、フランスの美術史家ルイ・ウールチックによれば、画家は『鏡の前の女』と同時代の『サロメ』において切断された洗礼者ヨハネの首を自身の顔の特徴をもとに描いたと思われる。それにもかかわらず、『鏡の前の女』の男性の顔と自画像のティツィアーノの顔はまったく同じではないため、現代の研究者はこの説を却下している。

絵画に描かれた男性像の比較
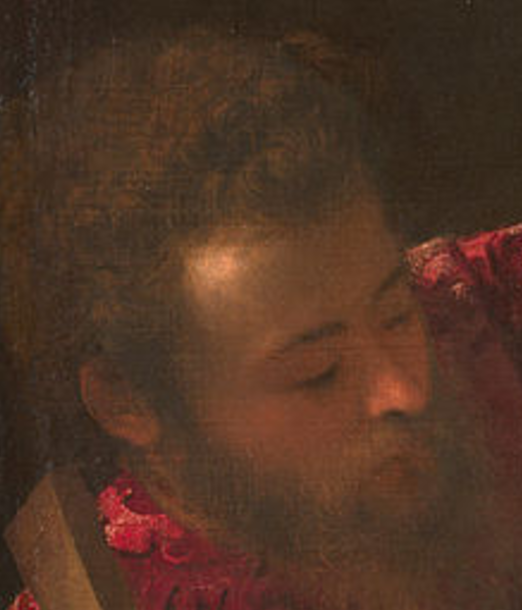
『鏡の前の女』の男性像
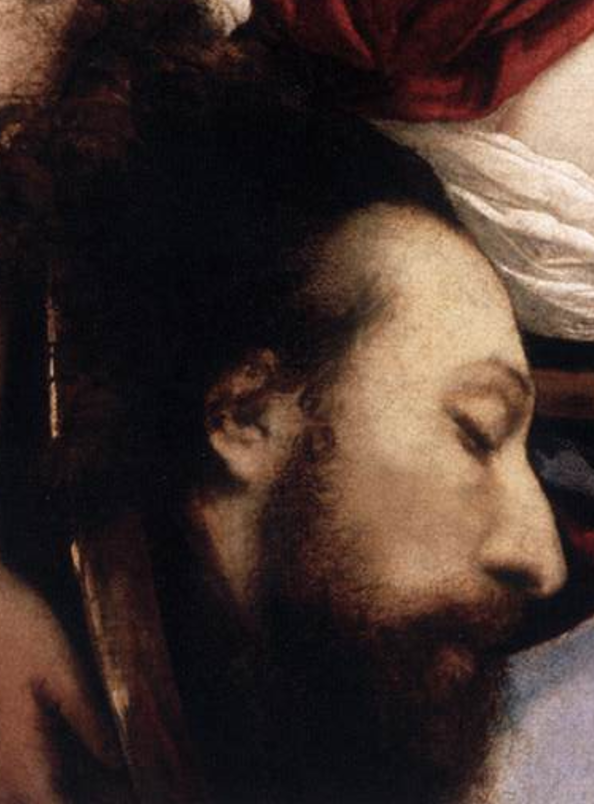
自画像とされる『サロメ』の洗礼者ヨハネの首 1515年頃 ドーリア・パンフィーリ美術館所蔵
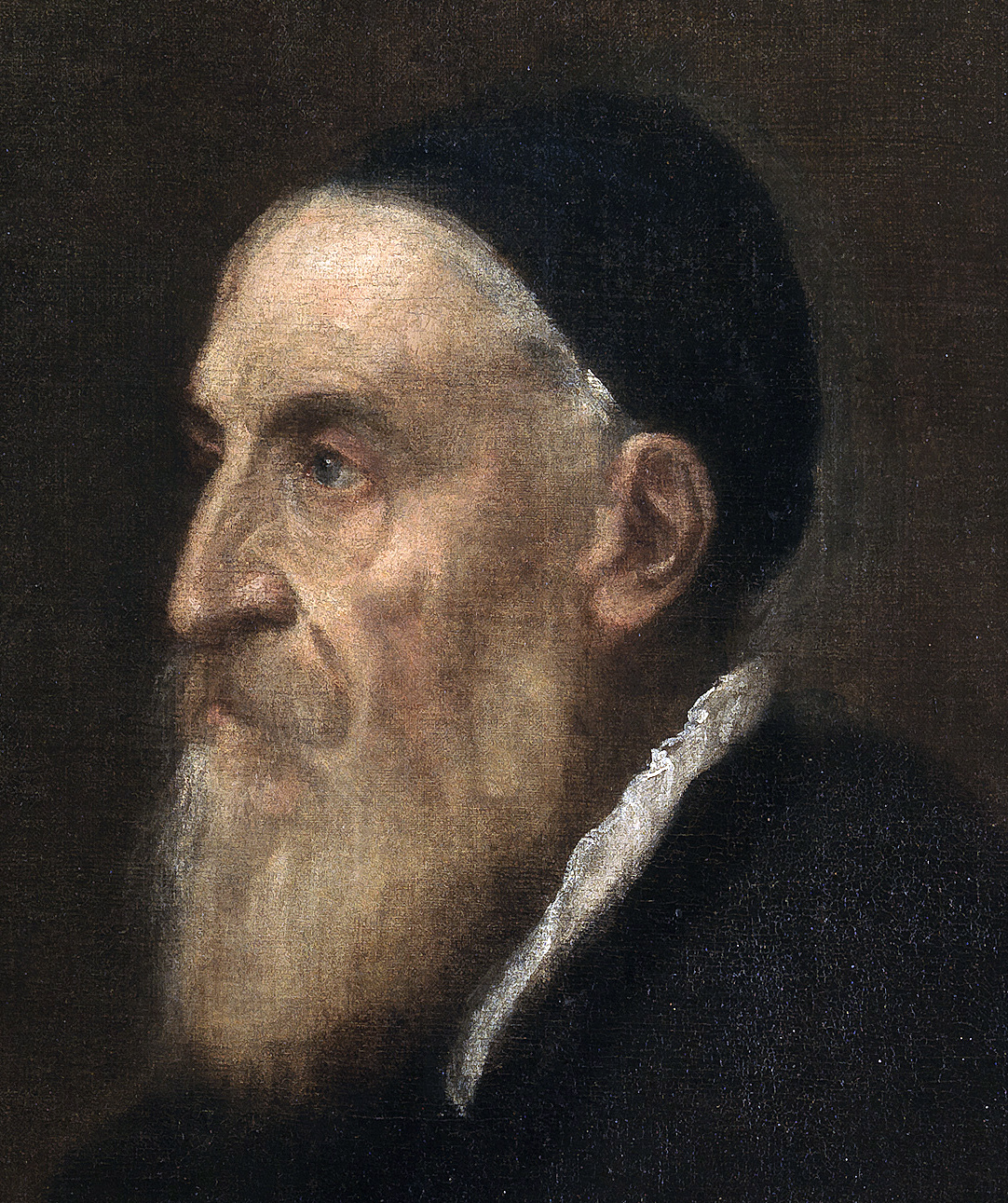
晩年の『自画像』1562年 プラド美術館所蔵

別の古い説によれば、男性はアルフォンソ1世・デステであり、女性はその愛人ラウラ・ディアンティである。ジョルジョ・ヴァザーリは1568年の『画家・彫刻家・建築家列伝』の中でティツィアーノがアルフォンソ1世・デステの愛人のために肖像画の発注を受けたと述べており、後者との女性モデルの同定はヴァザーリの研究の混乱に由来しているようである。しかし、19世紀の終わりまでに多くの研究者はこの肖像画を『鏡の前の女』と見なし、この人物と公爵の表現との間に一定の類似点を見つけている。加えてこの作品はゴンザーガ家のコレクションに含まれていた頃から、しばしば「アルフォンソ1世・デ・フェラーラとラウラ・ディアンティ」と呼ばれている。しかし、エルヴィン・パノフスキーはこの説を否定し、絵画の男性像と特に鉤鼻を持つアルフォンソ1世とは互いに似ていないと指摘している。そして何よりティツィアーノがフェラーラの宮廷と頻繁に関係を持つのは1516年以降、つまり絵画が制作された後のことである。女性に関しては、研究者たちは公爵が1519年の第2の妻の死後に結婚したローラ・ディアンティは、公爵夫人としての地位と矛盾する服を着て表現されることを決して望んでいなかったと主張している。
最終的な説によれば、男性像と女性像はマントヴァ公爵フェデリコ2世・ゴンザーガと、彼の愛人イザベラ・ボスケッティである。この説は最も一般的ではないが、フェデリコ2世はゴンザーガ家のメンバーであるため、作品がマントヴァのゴンザーガ家のコレクションに所属したことを説明できるという利点がある。しかし、パノフスキーと現代の研究者はティツィアーノは特に1515年頃に本作品を制作しており、このときからほぼ8年後までマントヴァの宮廷に出入りしていないため、この説明を拒否している。したがって、肖像画とする説には説得力のある要素がなく、イアン・ケネディの主張のように単純なモデルを使用した風俗画または寓意画であると思われる。

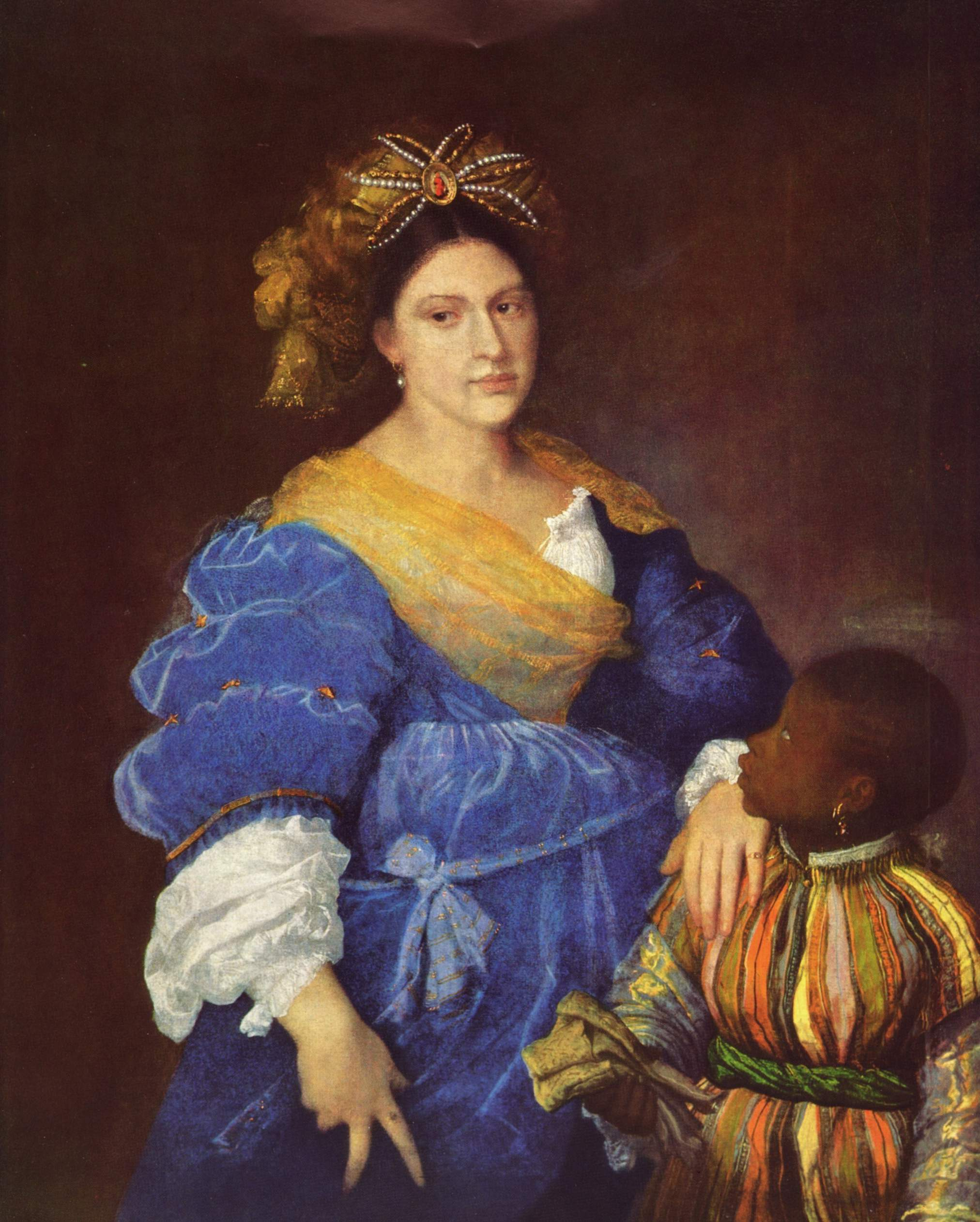
『ラウラ・ディアンティの肖像』1523年頃 ハインツ・キスターズ・コレクション（Heinz Kisters Collection）
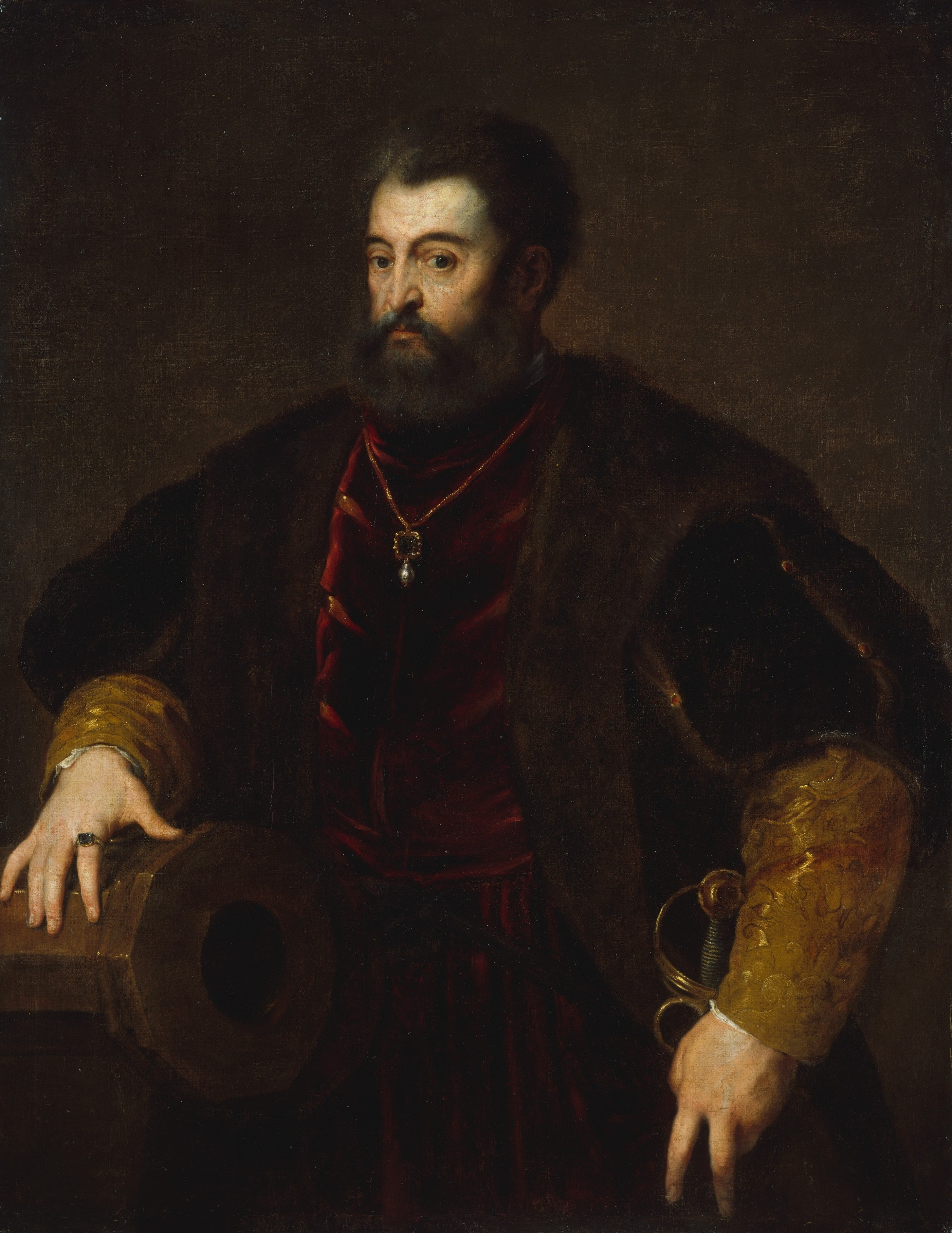
『アルフォンソ1世・デステの肖像』1525年-1528年 頃メトロポリタン美術館所蔵
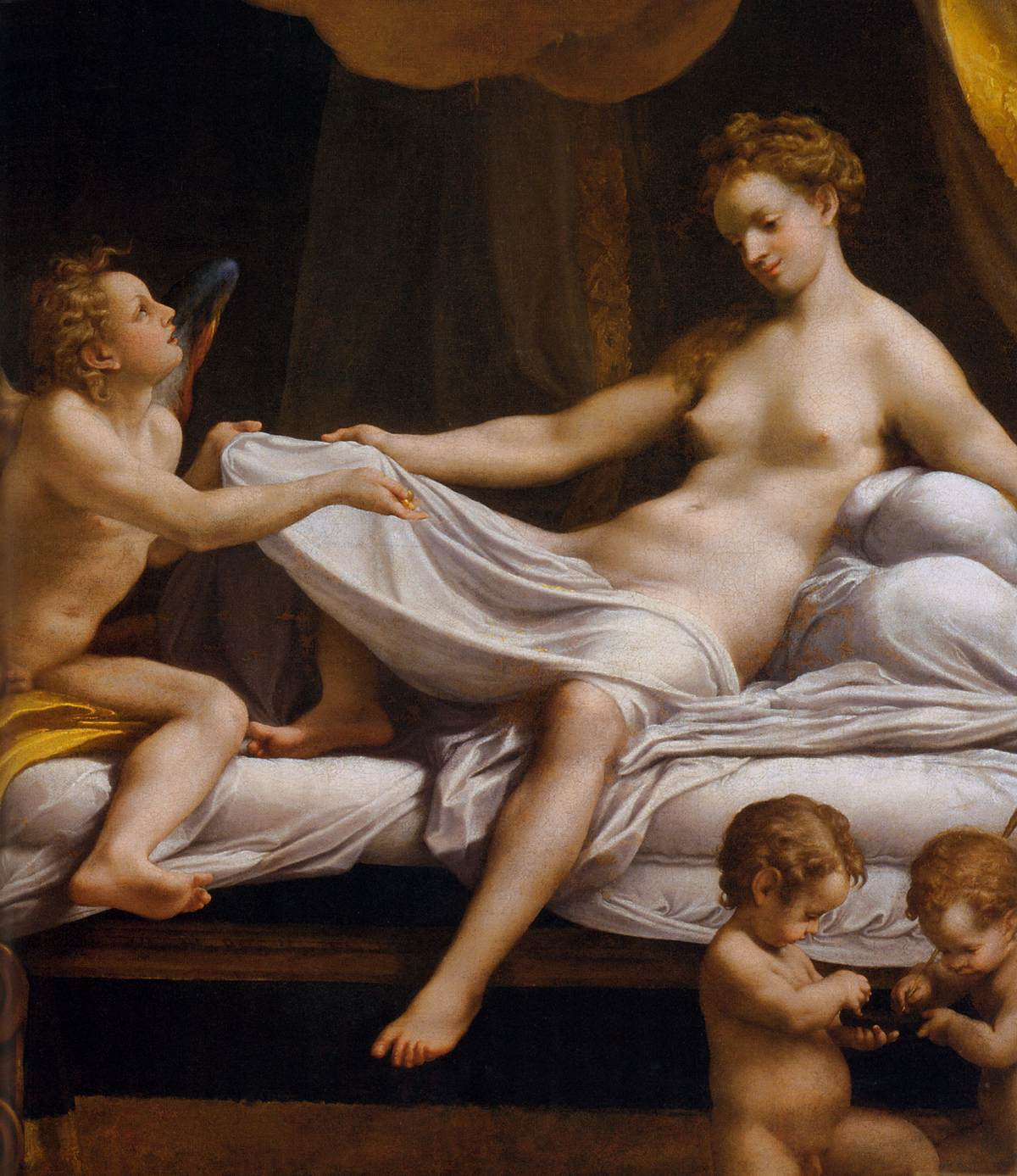
コレッジョ『ダナエ』1530年頃 ボルゲーゼ美術館所蔵。イザベラ・ボスケッティはこの作品でコレッジョのモデルを務めたと考えられている。
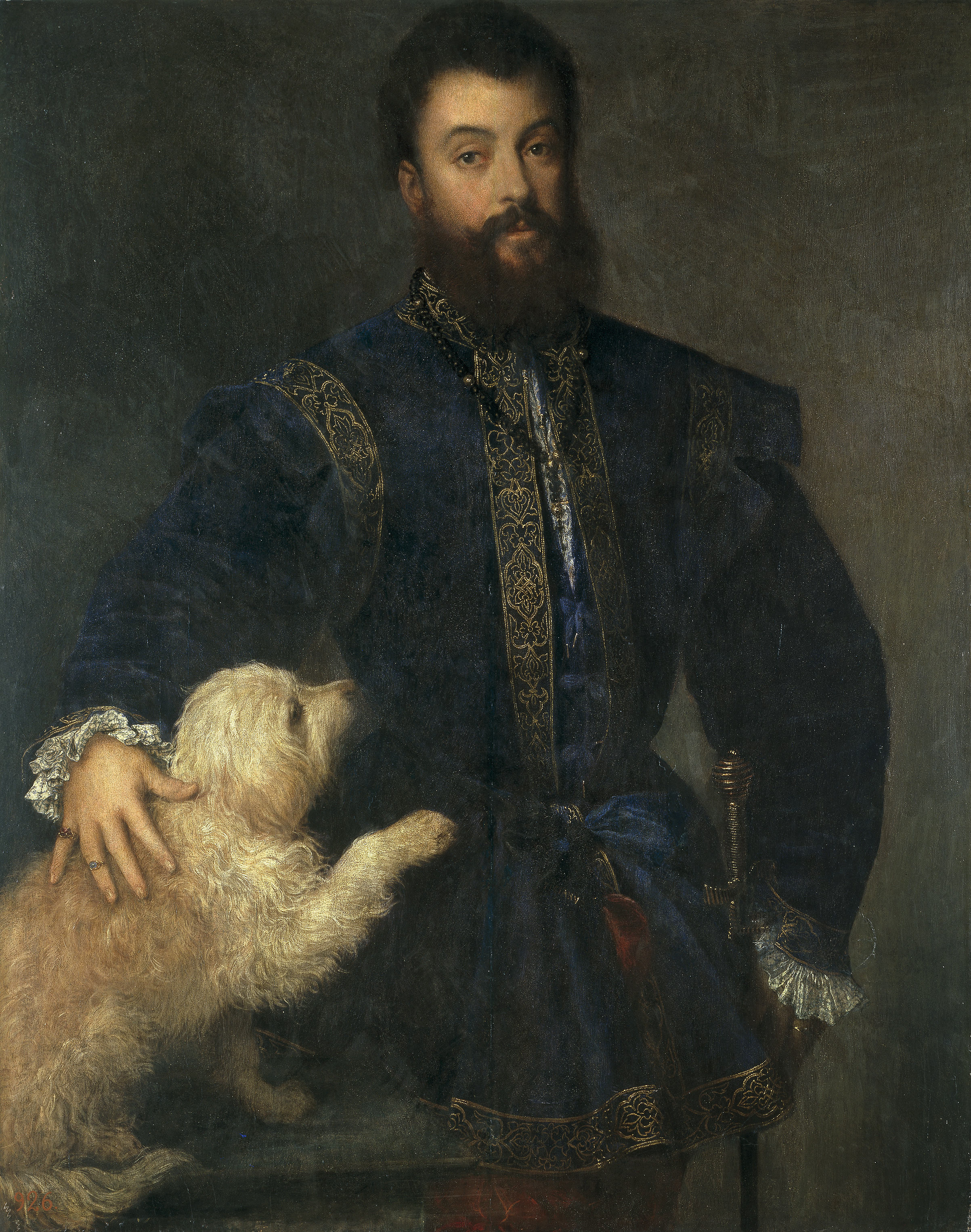
ティツィアーノ『フェデリコ2世・ゴンザーガの肖像』1525年頃 プラド美術館所蔵

### 寓意としての解釈

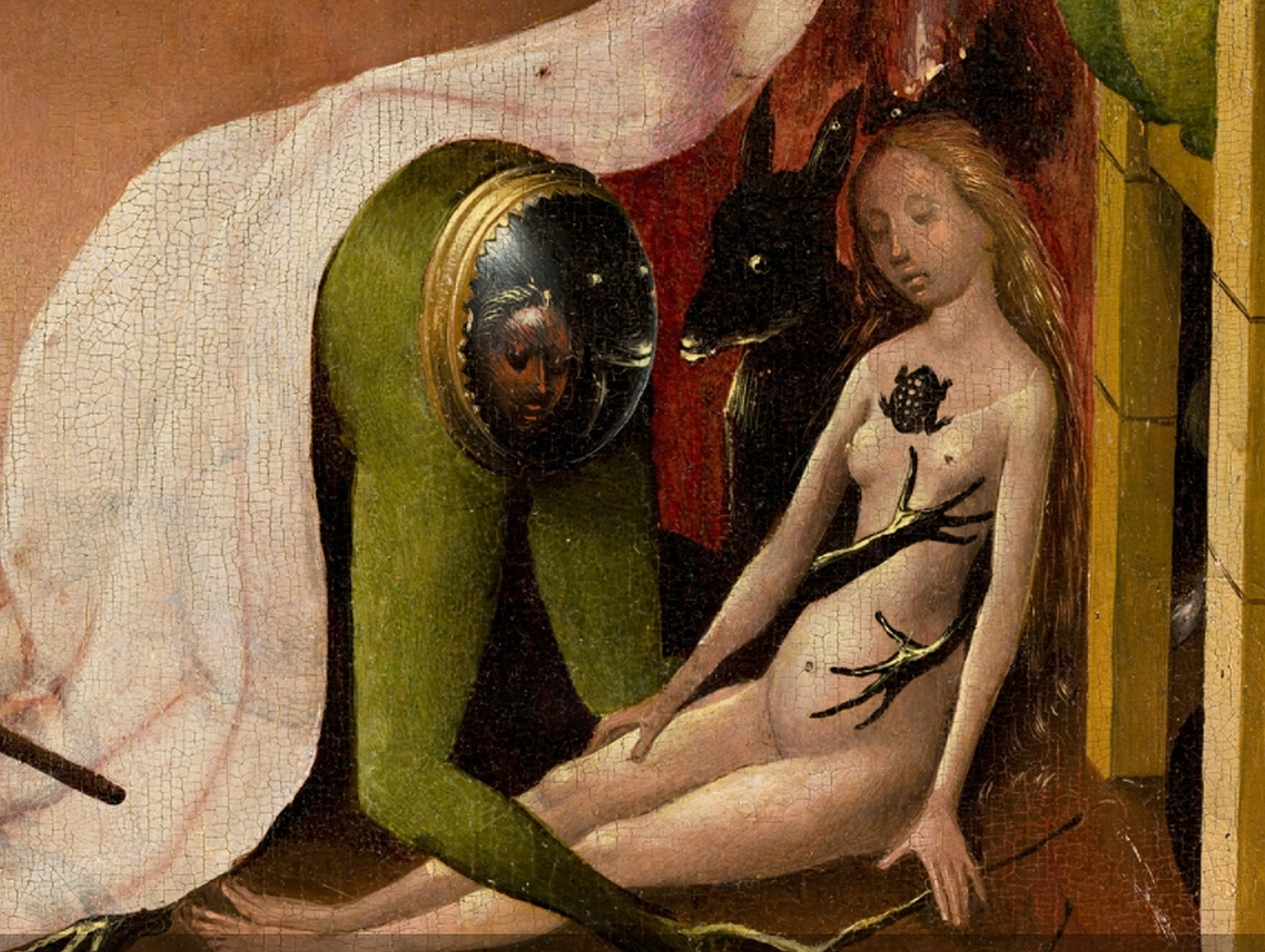
ヒエロニムス・ボスの『快楽の園』の凸面鏡。

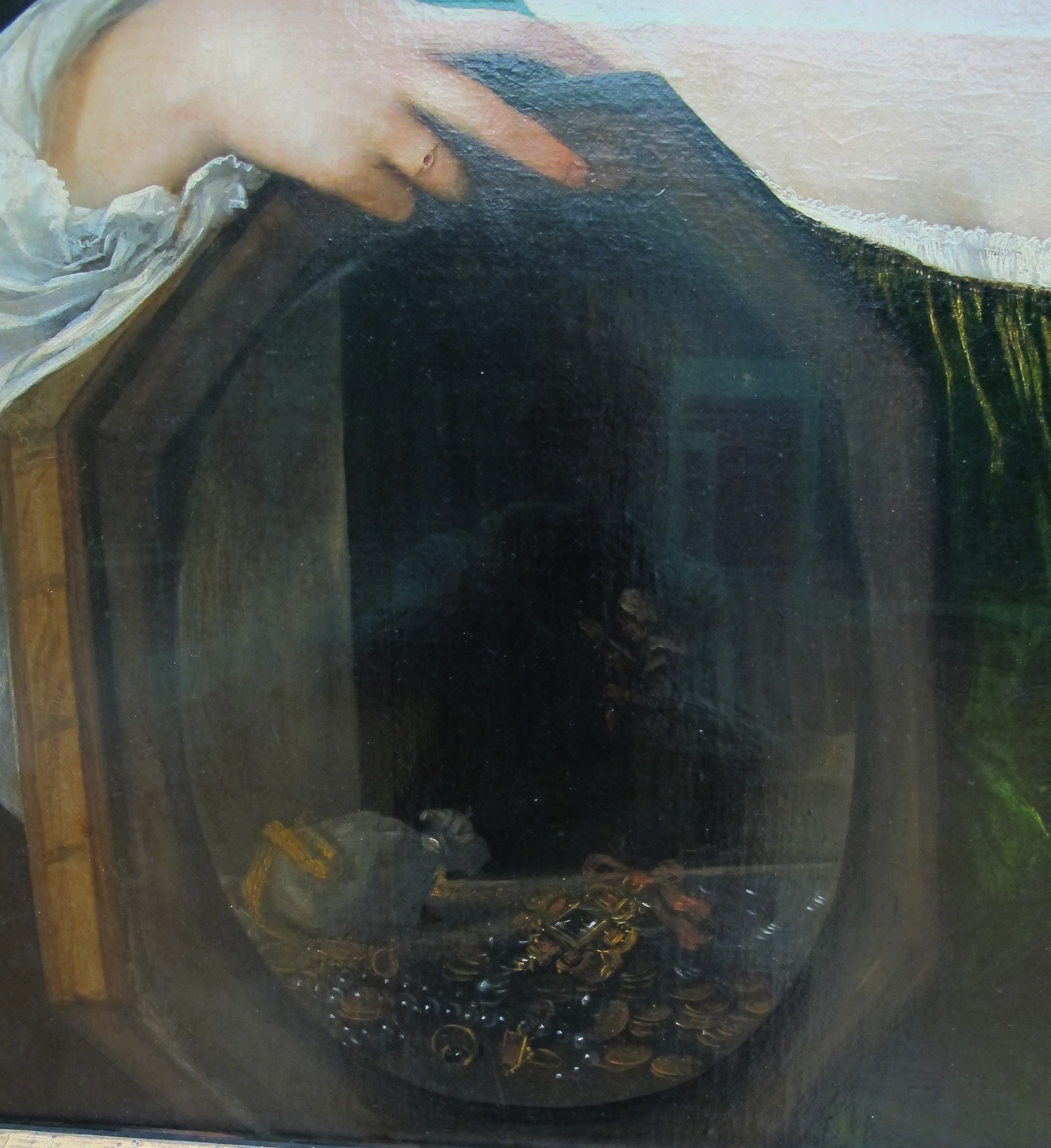
1515年から1516年頃の『虚栄』で、ティツィアーノは準備素描（アルテ・ピナコテーク所蔵）にはなかった鏡を追加した。

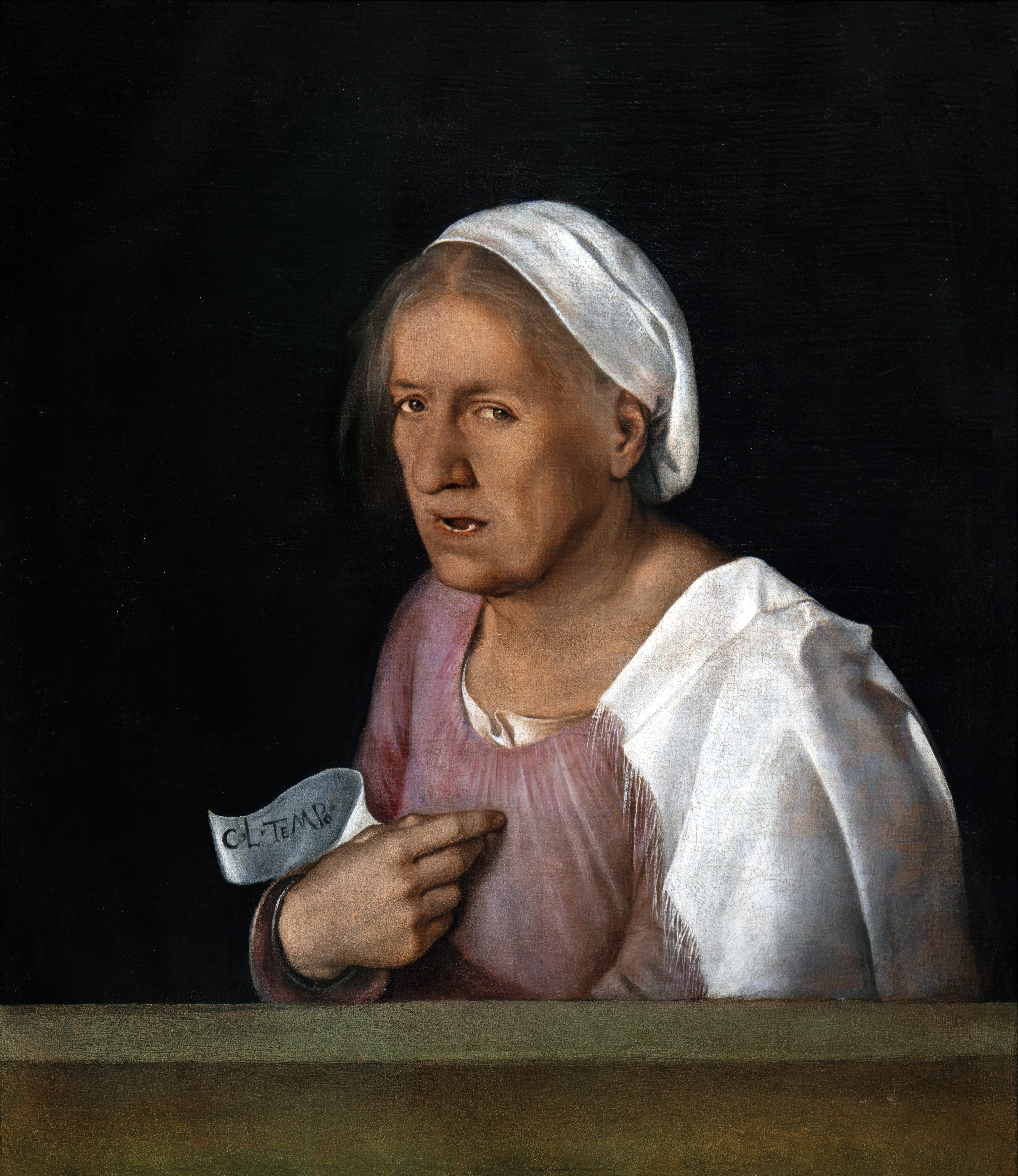
ジョルジョーネの『老女』。

鏡と女性という2つの補完的な要素は、絵画の寓意的な図像の基礎となっている。ヨーロッパの伝統では鏡を見る人の心を反映すると考えられていることから真実と誠実さの象徴であり、さらに一時性に関連する側面から未来を読むことができる媒体ともなっている。それにもかかわらず『鏡の前の女』では、このモチーフは女性が身につける美と若さの象徴的な要素と結びつけられており、否定的な意味に包まれている。美しさの面では、古代のシンボリズムを完成させたキリスト教は鏡を悪魔の道具としている。この表現はオランダの画家ヒエロニムス・ボスの『快楽の園』に見ることができる。この作品の地獄の描写では、女性が悪魔の後ろに掛けられた凸面鏡に顔を向けており、彼女の自我を象徴している。この発想では『鏡を持った女』は鑑賞者をヴァニタス（空虚、虚栄）の考えに導く。なぜなら、鏡は真実を示す能力によって人を惑わし、美しさの確実性と満足感で鏡を見る者の心を奪うことができるからである。
一方『鏡の前の女』の女性像は1つではなく2つの鏡を使って見ている。ここではより意味のある方法で時間の経過について言及している若者の概念が影響している。ヴァニタスは『旧約聖書』「コヘレトの言葉」の「なんという空しさ、なんという空しさ、すべては空しい」という別の意味を持つ。これは人間の労働や財産の無益さを証明しており、ティツィアーノは美しさなど、誇りに思うことができるあらゆる身体的特徴といった人間の状態の一時的な性格について疑問視している。ここでパノフスキーは『鏡の中の女』と象徴的な相手になるであろうジョルジョーネの『老女』とを結びつけている。2つの絵画はラテン語の「私はかつてあなただった。あなたはいずれ私になるだろう」（Ego fui quod es, eris quod sum）、つまりすべての人間の共通の運命である「死」を思い起こさる。鏡の表面の黒さも重要である。直接見える発光面ではなく、モデルの後ろ姿の見通しの悪い図像を返すこの表面には、退化、したがって死の概念が含まれている。この象徴性が画家の個人的な問いかけの一部である証拠は、同じ時期に制作された絵画『虚栄』を通して現れている。ティツィアーノは『虚栄』で当初の構図にはなかった鏡を追加している。最後に『鏡の前の女』の男性とは異なり、女性は自身のはかなさを認識しているようであり、物思いにふける彼女の悲しい視線は絵画の深い意味を伝えている。「我々の前にあるのは、鏡で自分自身を見て、不意に時が過ぎ去り、死を悟るという美である」。

## 来歴
この作品は最初にマントヴァのドゥカーレ宮のゴンザーガ家のコレクションに属していると記録されている。その後、1627年、マントヴァ公爵カルロ1世・ゴンザーガ＝ネヴェルス（在位1627年-1637年）はゴンザーガ家の『鏡の前の女』を含むコレクションをイングランド国王チャールズ1世に大規模売却した。清教徒革命により1649年にチャールズ1世が処刑されると、オリバー・クロムウェルはそのコレクションを売却し、『鏡の前の女』は1651年10月23日に番号26945で売却された。
絵画はロンドンのマレー・コレクション（Murray collection）を通過すると、パリで設立されたフランス王国で最も重要なコレクションの1つであるエバーハルト・ジャバッハに売却された。それにもかかわらず、1662年にジャバッハは借金によりそれをルイ14世に割譲しなければならなかった。同じ時期にチャールズ2世はイングランド国王の座を取り戻し、ヨーロッパ中に散らばった父のコレクションの作品を取り戻そうとしたが、フランス王国は購入した作品の返却を拒否した。したがって『鏡の前の女』はヴェルサイユ宮殿の王室コレクションに所属し、当時の王立絵画彫刻アカデミーの所長だった画家シャルル・ルブランは、1683年に作成されたカタログに記載した。さらにルイ14世は『鏡の前の女』に加えて、ティツィアーノ21点、パオロ・ヴェロネーゼ22点、ラファエロ・サンツィオ12点、レオナルド・ダ・ヴィンチ8点、ティントレット8点、ジュリオ・ロマーノ7点、グエルチーノ6点、カラヴァッジョ3点をはじめとする合計269点のイタリア絵画を所有していた。絵画は1792年のフランス革命までベルサイユ宮殿にとどまったのち、1793年に設立されたルーヴル美術館のコレクションに追加され、現在も在庫番号INV755として見ることができる。

## 修復
『鏡の前の女』の保存状態に関する最も古い言及は240年後の1752年にさかのぼり、画家フランソワ＝ベルナール・レピシエは「多くの苦しみを味わってきましたが、それでもなお大きな優れた点があります」と絵画の状態が悪いことを証言している。作品は何度か修復を受けている。最近では、1940年にルーヴル美術館の修復のディレクターを務めたジャン＝ガブリエレ・グーリナの指揮の下で実施された。グーリナによると「ティツィアーノの色彩は驚くべき保存状態」にあり、彼はこれを画家の非常に細心の注意を払った技術によるものだと考えた。1990年の修復では絵画はより鮮明かつ鮮やかな色彩であることが判明した。さらに、これらの修復は男性の本来の可視性を復元するために必要であった。

## 複製

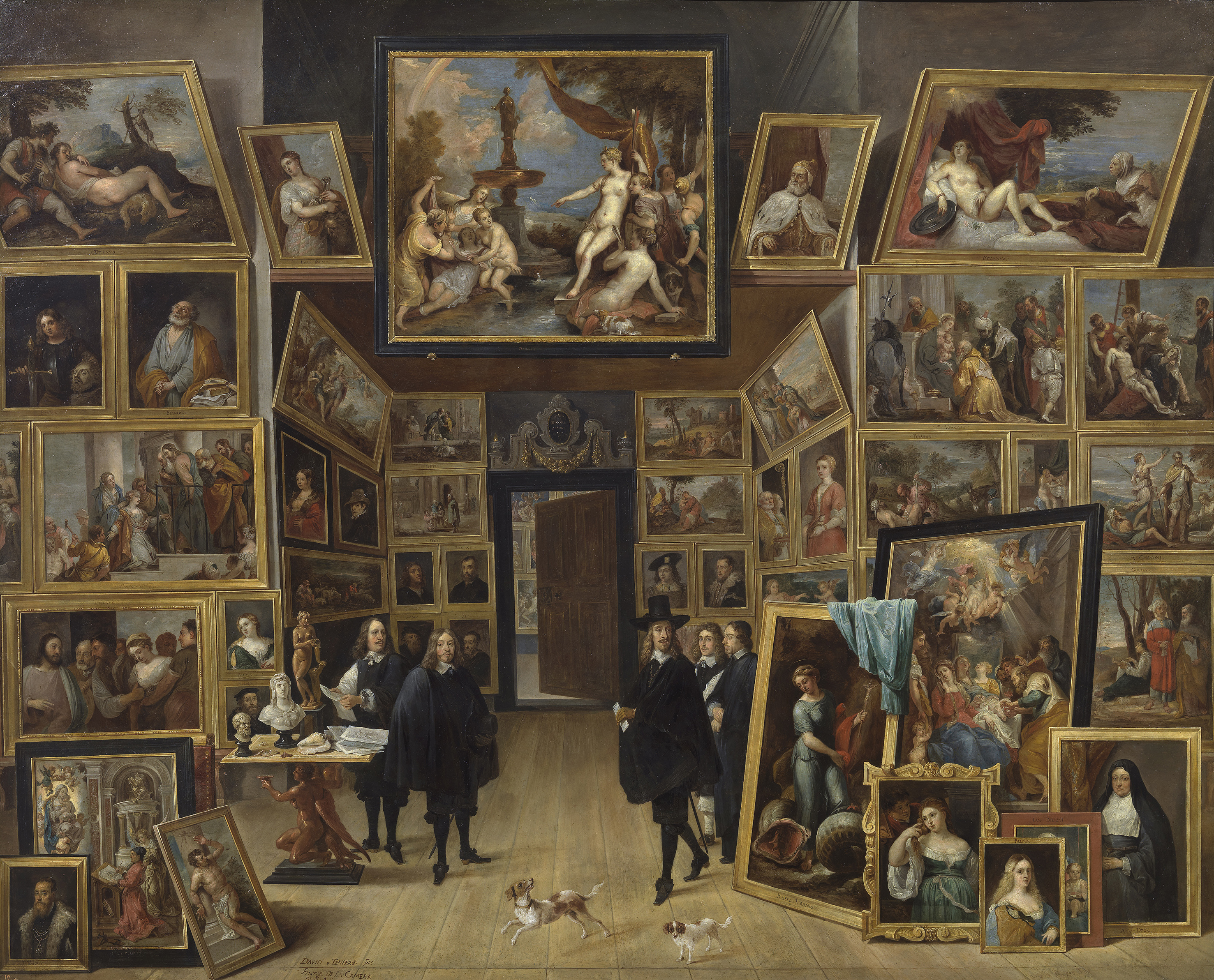
ダフィット・テニールス『ブリュッセルの画廊における大公レオポルト・ヴィルヘルム 』のプラド美術館のバージョン。『鏡の前の女』の複製は画面右下のラファエロとティツィアーノの絵画の間に描かれている。

本作品は多くの複製が知られている。ダフィット・テニールスの『ブリュッセルの画廊における大公レオポルト・ヴィルヘルム 』のプラド美術館のバージョンは大公レオポルト・ヴィルヘルム・フォン・エスターライヒのコレクションの中に本作品の複製が存在したことを証言している。1919年、ルイ・ウールティックは大公の所有したもの以外にも、18世紀にオルレアン公フィリップ2世のコレクションで記録された第2の複製や、1815年にフェラーラで記録された第3の複製、1919年にミュンヘンのレーヴェンフェルド男爵（Baron of Lœwenfeld）のコレクションに記録された4番目のものなど、いくつかの複製を挙げている。現在、特にプラハ城美術館とカタルーニャ美術館の2つの複製が際立っている。この2点はルーヴル美術館のオリジナルに非常に近いことが指摘されている。

### プラハ版

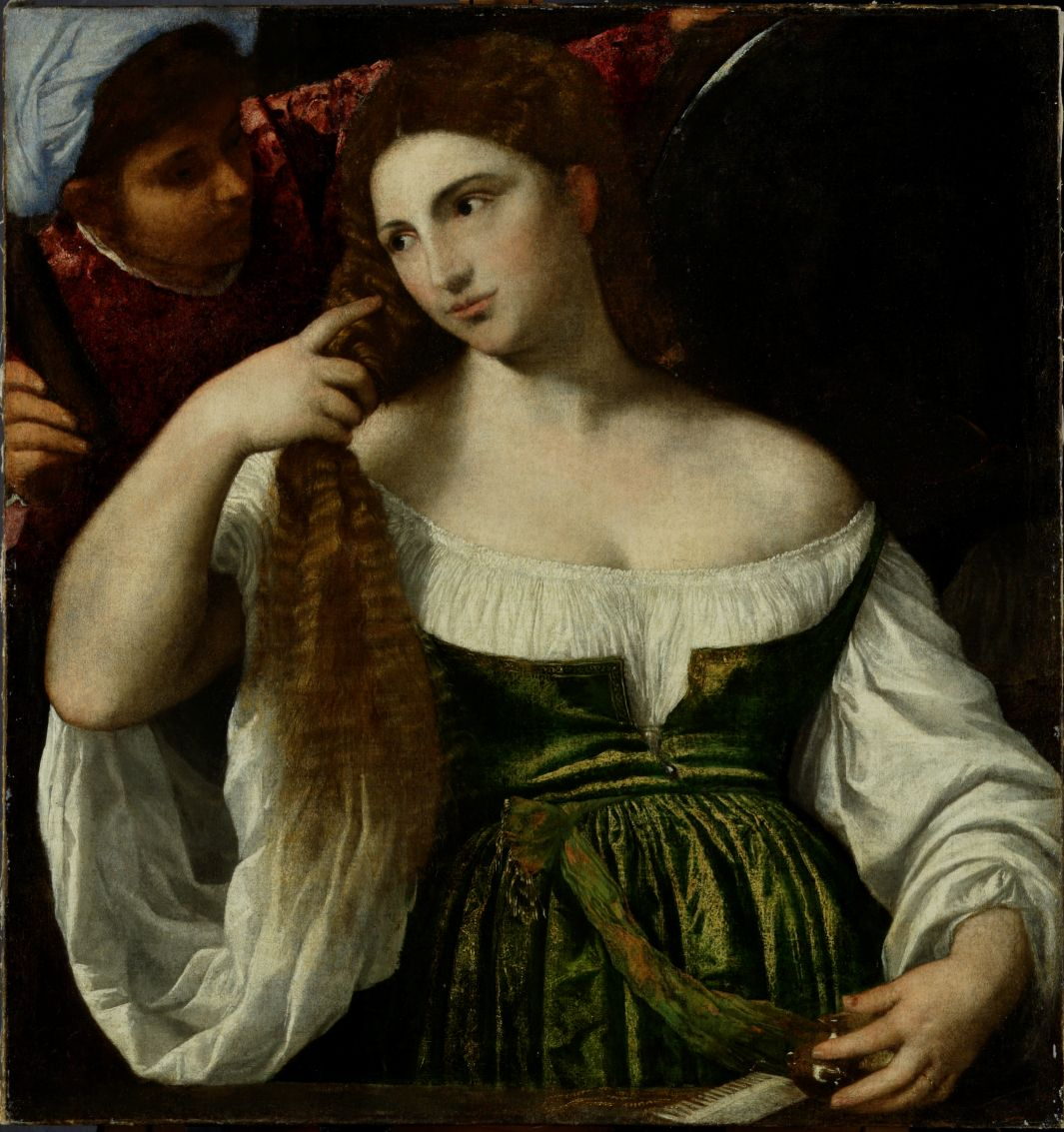
プラハ版。

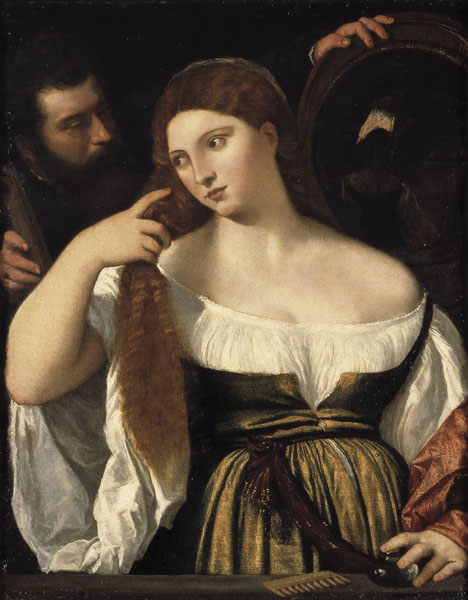
カタルーニャ版。

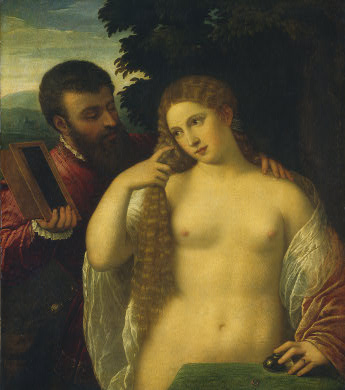
逸名画家による複製 16世紀 ワシントン・ナショナル・ギャラリー所蔵。

プラハ城王宮美術館のバージョンは2つある複製のうちより古い作品と見なされている。この複製はおそらく大公レオポルト・ヴィルヘルムのコレクションに由来しており、その存在は、1640年代の終わりに大公のコレクションで証明されている。研究によれば、大公は兄弟の神聖ローマ皇帝フェルディナント3世に自身の所有するあるいは彼が特別に取得した一定数の作品を提供し、皇帝がコレクションを構築できるようにしている。確かに、フェルディナント3世は三十年戦争中のプラハの戦いでスウェーデン軍によってコレクションが略奪されたため、1650年から新たにプラハ城にコレクションを形成した。フェルディナント3世の複製がプラハ城に存在したことを示す最初の記録は1685年にさかのぼる。フェルディナント3世がこのバージョンを取得した後、プラハ城のコレクションで再発見されたのは1969年のことである。
画面はほぼ正方形で、全体的な保存状態は良くない。品質はルーヴル版より劣っているが、ティツィアーノ自身によって制作されたようである。この複製は、過去にルーヴル美術館の作品のオリジナルである可能性が議論されてきた。プラハ版には多様なペンティメントが含まれているが、これは画家が確立されていない構図を完成させようとしたことを意味している。それにもかかわらず、ルーヴル美術館の作品でもそうしたペンティメントが見られるため、議論は特に支持されていない。さらにルーヴル版の優れた品質と、一流のコレクター、特に最初にゴンザーガ家に所有されたという事実は作品の先行性を強める傾向にある。実際、研究者たちは現在、プラハ版はルーヴル版よりも後の作品ではあるが、その制作は時系列的に非常に近く、ルーヴル版の制作後ただちに取り掛かった可能性さえあると考えている。
作品の構図はオリジナルとほぼ同じだが、ディテールにいくつかの差異がある。青いスカーフが消え、男からもあごひげが消えてより若く見え、頭にターバンを巻いている。加えて前景の欄干に櫛が追加され、さらに重要なことに、鏡は凸面から平面に変更されている。この変更はモチーフであるフランドルの鏡と表現理論であるイタリアの窓との間の図像的一致という、ルーヴル美術館のオリジナルに存在する問題を解決するため重要である。

### カタルーニャ版
バルセロナのカタルーニャ美術館のバージョンはオリジナルと同様に『鏡の前の女性』と呼ばれており、ルーヴル版と比較して、サイズがわずかに縮小されている。制作年はルーヴル版よりも遅い「1515年以降」とされている。カタルーニャの政治家でありコレクターのフランセスク・カンボが死去した1947年に遺贈された。絵画は特に女性と男性のポーズがルーヴル版とほぼ同じであり、プラハ版とは対照的に鏡は凸面を保持している。ディテールにいくつかの違いがあり、スカーフや、男性の服、女性のドレスの色が変更されている。またプラハ版と同様に欄干の上に櫛が置かれている。

### 影響
ジョヴァンニ・ジローラモ・サボルドやパルマ・イル・ジョーヴァネといった、ティツィアーノに近い多くのヴェネツィアの画家は本作品に触発されている。絵画の構図は成功をおさめ、ワシントンD.C.のナショナル・ギャラリーに所蔵されている逸名画家の作品のような複製が制作されることになった。その後も絵画は何世紀にもわたって画家に強い魅力を持ち続けた。1743年には版画家アントワーヌ・ボレル、1837年にシャルル＝ポール・ランドン、フランソワ・フォルスター、またはジャン＝バティスト・ダンギンによって版画が制作された。1802年にルーブル美術館を訪れた若いイギリスの画家ウィリアム・ターナーはノートに水彩で模写し、さらに60年後、ラファエロ前派の画家であり詩人のダンテ・ゲイブリエル・ロセッティはルーヴル美術館で本作品を見た後、1863年に『オーレリア』、1868年に『レディ・リリス』を描いた。これらは明らかに本作品に触発されており、研究者たちは2つの作品とティツィアーノとの間に主題的および構成的な近接性を指摘している。

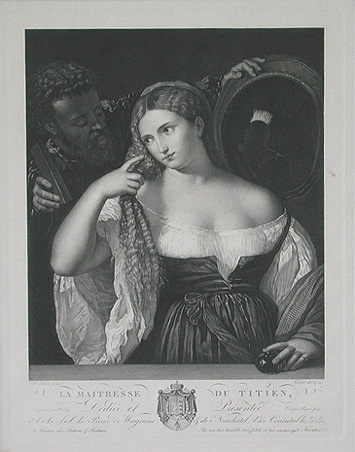
フランソワ・フォルスター（英語版）によるエングレーヴィング 1837年
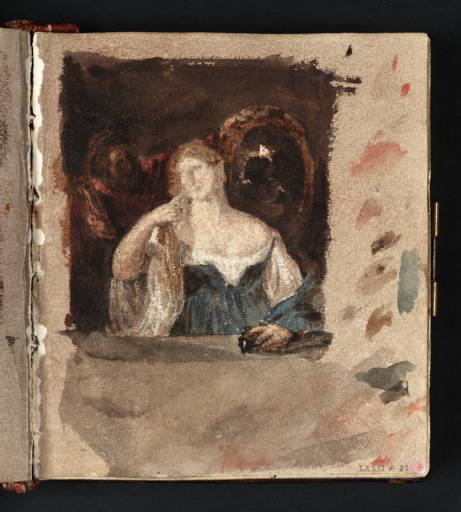
ジョゼフ・マロード・ウィリアム・ターナー『鏡の前の女』の模写 1802年 テート・ブリテン所蔵
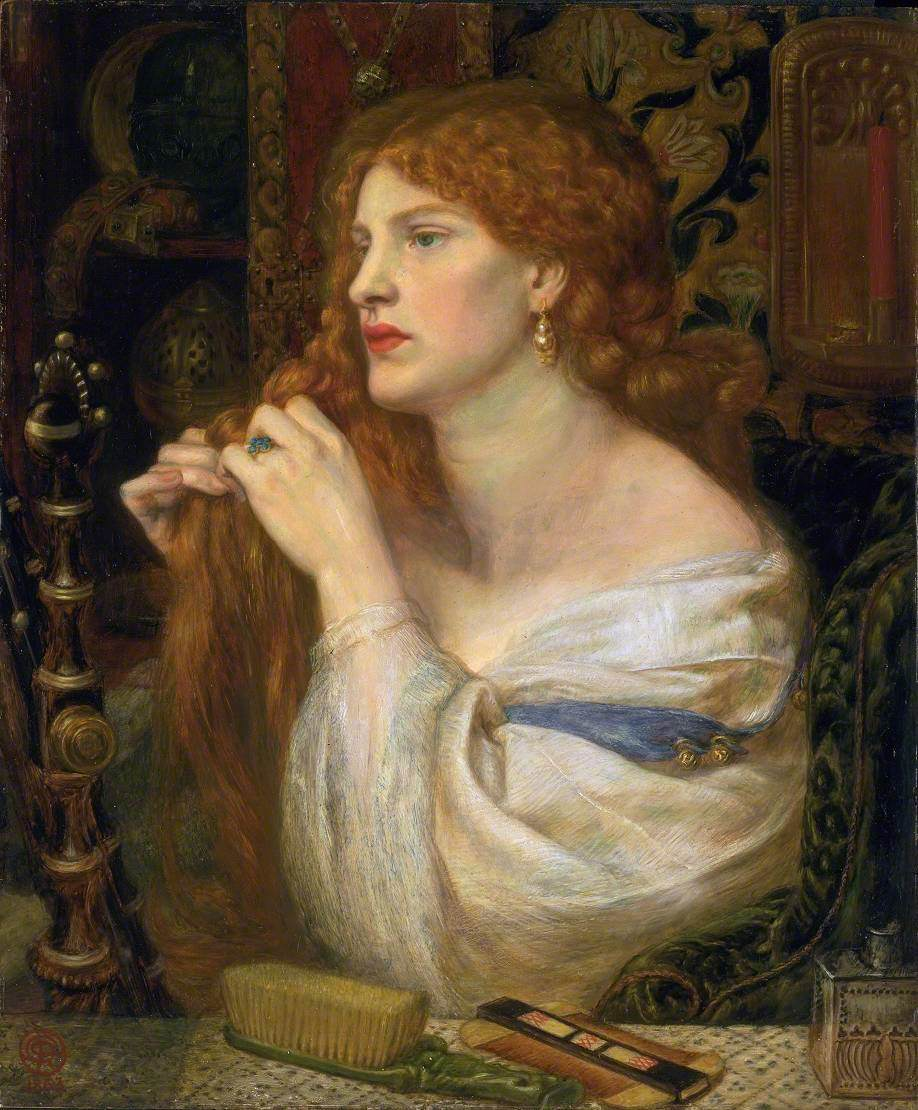
ダンテ・ゲイブリエル・ロセッティ『オーレリア』1863年 テート・ブリテン所蔵
ダンテ・ゲイブリエル・ロセッティ『レディ・リリス』1868年 デラウェア美術館所蔵